# Adolf Seilacher
Adolf Seilacher (24 février 1925 - 26 avril 2014) est un paléontologue allemand qui, durant une carrière de plus de 60 ans, a fait des contributions majeures dans le domaine de la paléobiologie évolutive et écologique. Il a gagné le prix Crafoord en 1992, la médaille de la Paleontological Society of America en 1994 et la médaille Lapworth en 2006. Il est connu principalement pour ses contributions à l'étude des traces fossiles, des constructions morphologiques et structurales (structuralisme (en)), de la biostratinomie (en), des lagerstättes ou encore pour ses travaux sur la faune de l'Édiacarien.

## Carrière
Seilacher commence sa carrière par une thèse universitaire sous la direction d'Otto Schindewolf, professeur de paléontologie à l'université de Tübingen. Il est aussi assisté par le paléontologue local Otto Linck. Il est mobilisé durant la Seconde Guerre mondiale puis reprend ses études à Tübingen et correspond entre autres avec le savant français Jacques Lessertisseur.
Après son doctorat en 1951 sur l'étude des traces fossiles, Seilacher part à l'université de Francfort en 1957 puis à l'université de Bagdad avant d'obtenir la chaire de paléontologie à l'université de Tübingen en 1964 à la place d'Otto Schindewolf. À partir de 1987, il occupe un poste de professeur adjoint à l'université Yale à New Haven dans le Connecticut et partage son temps entre Yale et Tübingen.

## Travaux significatifs
Les publications de Seilacher sont nombreuses, plus de 200, et couvrent un large éventail de sujets. Ses études sur les traces fossiles sont peut-être ses contributions les plus connues et spécialement celles de 1967 sur la bathymétrie des traces fossiles. Là il établit le concept d'Ichnofacies (en), un assemblage distinctif d'ichnofossiles contrôlés en grande partie par la profondeur. Cette caractérisation a plus tard été étendue pour inclure les influences du substrat tel l'oxygène, la salinité, etc. De plus il a analysé de nombreuses traces fossiles en terme comportemental et est devenu, avec David M. Raup en 1969, l'un des pionniers de ce domaine en se servant des premières simulations informatiques afin de déterminer la morphologie des animaux à partir de leur fossile. De nombreux travaux sont résumés et regroupés avec de nouvelles données dans Trace Fossil Analysis (2007).

Triangle de Seilacher synthétisant les trois différentes contraintes responsables de la forme d'une structure anatomique.

En 1970, il annonce son programme « construction-morphologie » dans lequel il souligne l'importance de trois facteurs dans la détermination de la forme d'un organisme (ses caractéristiques morpho-anatomiques) : l'aspect écologique/adaptatif produit de la sélection naturelle, l'aspect historique/phylogénétique et l'aspect construction/architectural, qui constituent les sommets du « triangle de Seilacher ». Les deux derniers facteurs représentent d'importantes contraintes biologiques qui montrent que l'histoire et les principes de construction imposent des limites à ce qui peut être réalisé à court terme par l'évolution. L'ontogenèse d'une structure anatomique ou d'un individu résulte ainsi de compromis évolutifs entre ces trois facteurs. Dans ce cadre, la sélection naturelle apparaît comme le moteur des changements évolutifs, la phylogénie et les structures étant des contraintes modulant son action. De telles vues ont plus tard influencé des auteurs tels que Stephen Jay Gould ou bien encore Richard C. Lewontin.
L'intérêt de Seilacher dans la formation de motifs le conduit à épouser le modèle d'auto-organisation comme origine de certains types de formes dont les plus fameuses sont les structures en « pneu ». Ce sont des structures pleines de liquide sous tension dont la forme est largement déterminée par la nécessité de distribuer la tension à toute la surface. Seilacher peut tout à fait être considéré comme un structuraliste.
Seilacher a publié d'importants travaux sur les fossiles du Lagerstätte incluant ceux de 1985 dans lesquels il a proposé un schéma de classification largement accepté de nos jours. En effet beaucoup de son travail a porté sur la préservation et la taphonomie en général.
Ses contributions les plus controversées sont venues de son ouvrage sur les assemblages de l'Édiacarien, qui suggérait, avec Friedrich Pflüger (1994) et en se basant leur morphologie constructiviste, que les structures « pneu » étaient complètement étrangères aux animaux modernes. Alors que ces vues avaient été régulièrement questionnées, cette théorie a gagné en popularité ces dernières années. Plus récemment, Seilacher a considéré plusieurs de ces taxons comme des xenophyophores géants, c'est-à-dire des grands protistes rhisopodes.
Il est apparu dans le film Volcans des abysses en plongeant à bord du submersible Alvin à la recherche de l'animal ayant laissé la trace fossile dite du Paléodictyon.